# Wilhelm Ahrbeck
Wilhelm Ahrbeck (vollständiger Name: Friedrich Wilhelm Ahrbeck; * 13. November 1802 in Hannover; † 6. März 1883 ebenda) war ein Königlich Hannoverscher Beamter, Pädagoge und Kalligraph, Käfer-Sammler sowie  Privatlehrer im Haus der Welfen.

## Leben
Friedrich Wilhelm Ahrbeck wurde zu Beginn des 19. Jahrhunderts in der durch die Personalunion zwischen Großbritannien und Hannover zeitweilig verwaisten Residenzstadt Hannover geboren und wuchs während der sogenannten „Franzosenzeit“ auf. In seinen jungen Jahren erhielt er eine seiner Neigung zur Schönschrift entsprechende Vorbildung für seinen späteren Beruf.
Nach der Erhebung des ehemaligen Kurfürstentums Hannover zum Königreich erhielt Ahrbeck im Jahr 1818 zunächst eine erste Beschäftigung als Kopist bei der provisorischen Ständeversammlung Hannovers, 1822 dann eine Anstellung beim Königlichen Schatzkollegium.
Nachdem Ahrbeck von verschiedenen Seiten aufgefordert worden war, Kalligraphie zu unterrichten, eignete er sich – nicht zuletzt den Wünschen seiner Schüler nachkommend – verschiedene Handschriften an, zunächst für den Privatunterricht.
Im Jahr 1835 erhielt Ahrbeck für die damals neu gegründete Höhere Bürgerschule das – lang ersehnte – Angebot einer Tätigkeit als Lehrer der Schönschrift an der öffentlichen Anstalt. Diese – zusätzlichen – Aufgaben konnte er so gut mit seinen amtlichen Tätigkeiten als Beamter vereinbaren, dass er außerdem an der 1837 gegründeten und von Adolf Tellkampf geleiteten städtischen Handelsschule in den Räumen des städtischen Lyceums am Friederikenplatz einige Stunden für Schönschreibunterricht übernehmen konnte.
Neben seinem Unterricht in verschiedenen Klassen und Schulen ging Friedrich Wilhelm Ahrbeck weiterhin seiner Hauptanstellung nach, in der er im Jahr 1841 als Kanzlist in den Dienst des Finanzministeriums des Königreichs Hannover überwechselte. Dieser Dienst und seine weiterhin erteilten Unterrichte an den beiden bisherigen Schulen waren nun allerdings so zeitintensiv, dass Ahrbeck den 1843 an ihn gestellten Antrag um zusätzlichen Unterricht an der Königlichen Kadettenanstalt zunächst ablehnen musste.

Die Königliche Kadettenanstalt in der Waterloostraße, links als – spätere – preußische Kriegsschule um 1896; rechts in den heutigen Resten nach dem Zweiten Weltkrieg als denkmalgeschützter Teil der Polizeidirektion Hannover

Erst ab dem Jahr 1845 „[...] mußte“ Ahrbeck dann auch noch das Königliche Kadetten-Korps unterrichten, und ab 1851 dann schließlich auch am Haupt-Lehrerseminar in Hannover lehren.
Im Folgejahr 1852 schenkte Wilhelm Ahrbeck der Naturhistorischen Gesellschaft Hannover eine zunächst kleine Sammlung von Käfern, die jedoch den Grundstock der durch weitere Stifter bald auf knapp 8000 Arten und Varianten in mehr als 600 Gattungen anwachsen sollte. Im Adressbuch der Königlichen Residenzstadt Hannover von 1860 fand sich unter der Rubrik „Naturhistorische Privatsammlungen“ unter anderem die von dem Kanzlisten Ahrberg zusammengetragene Kollektion von Käfern gelistet.
Ahrbecks Lehrerlaufbahn jedoch wurde zuletzt dadurch bekrönt, „[...] daß Allerhöchst Ihro Majestäten (König Georg und Königin Marie) allergnädigst geruhten, den kalligraphischen Unterricht bei ihren Königlichen Hoheiten, den Prinzessinnen Friederike und Mary, am 19. Juli 1859 ihm huldvollst zu übertragen.“
Als 1865 während der 40. Versammlung deutscher Naturforscher und Ärzte in Hannover über mehrere Tage Entomologe und vor allem Lepidoterologen über mehrere Tage Vorträge geboten bekamen und Sammlungen etwa bei dem hannoverschen Senator Albers oder bei dem Professor Mühlenpford besichtigen konnten, war Ahrbeck mit mehreren Gleichgesinnten aus Hannover sowie zahlreichen angereisten Gästen der Stadt unter den Teilnehmern.
Knapp zwei Jahrzehnte nach der Annexion Hannovers durch Preußen starb Wilhelm Ahrbeck während der Gründerzeit des Deutschen Kaiserreichs am 6. März 1883 in Hannover.